# 化妆品动物实验
化妝品動物试验是動物试验的一種，用於測試人類使用產品時的安全性及抗敏性。這樣的试验會對動物造成傷害，因此遭到動物權利運動參與者等人反對。欧洲联盟、印度、以色列和挪威都禁止進行化妝品動物试验。

## 定義
在化妆品研发过程中进行动物试验可能包括在动物（通常是兔子、小鼠、大鼠或其他動物）身上測試化妝品成品或其成分。化妆品可以被定义为：以各种方式应用在身体上从而改善外观或起到清洁作用的产品。
美国食品与药品管理局（FDA）仍然支持动物试验的方法。
一般而言，再利用以往動物试验所得的測試數據並不被認為是化妝品動物试验；即使如此，越是近期取得的數據，動物试验反對者對該數據的接受度就越低。

## 方法
化妆品动物试验有许多不同方法，这些方法根据化妆品所应用的身体部位而有所差异。
德萊茲測試：这是一种测试方法，测试可能会导致动物皮肤、眼睛刺激或腐蚀（如德萊茲测试）、皮肤致敏、气道致敏，内分泌干扰和LD50（指杀死50％治疗动物的致死剂量）。
急性毒性：本试验用于通过口腔或皮肤暴露于化学物质的危险。大鼠和小鼠注射致死剂量50%（LD50）。这个测试可能导致动物抽搐，损失運動控制和癫痫发作。
皮肤腐蚀性或刺激性：这种测试方法评估潜在的物质造成不可逆转肌肤的损害，通常使用兔子作為试验品，并將化学物質放在剃光的皮肤上。这決定皮肤的伤害程度，包括发痒、发炎、肿胀等。
皮肤过敏：这是一种方法确定化学物质是否引起过敏反应。注射化学助剂可增强免疫系统。在过去，是在豚鼠身上进行，將物質涂抹在一块剃光的皮肤上。物质根据皮肤外观进行评估。
皮膚渗透：老鼠大多使用此方法，大多用來物質停留时間，以及化学品在血液中的渗透，皮肤渗透是一种更好了解皮肤吸收的方法。

## 替代品
不進行動物试验的化妝品製造商，可以使用以非常高靈敏度和特異性的體外篩選來測試潛在風險的確定結果。美國CeeTox等公司，最近由Cyprotex收購，專門從事這些測試，像動物檢測替代中心（Center for Alternatives to Animal Testing，簡稱CAAT），PETA等許多組織也倡導使用體外和其他非動物試驗開發消費品。通過使用已經通過現代化妝品測試方法進行測試的5,000個列表中安全成分，需使用動物進行測試的需求被否決。

EpiSkin™、EpiDerm™和SkinEthic均由人造皮膚組成，作為替代測試的選擇。人造皮肤可以模仿实际人体皮肤对产品及其含有的化学物质的反应，可以改变以模仿不同的皮肤类型和年龄。例如，使用紫外线EpiSkin可以使它像老皮肤和增加黑色素细胞将皮肤颜色深一点。这有助于创造出一系列不同的肤色，然后用于比较不同种类的人的防晒效果。為了解决与人体其他部位潜在问题，NOTOX等研究公司已经开发出一种人类肝脏合成模型，人体肝脏是身体排毒的主要器官，該模型可测试有害成分和化学物质是否肝脏能排出这些元素。研究公司也可以用身体部位和器官取自动物屠宰肉类行业执行测试如牛角膜混浊和渗透率测试和离体鸡眼试验。

## 认证

“跳跃的兔子”标志，表示该标志的产品尚未经过动物试验。

今天，國際零殘忍（ Cruelty Free International ）及其合作伙伴管理世界上所有公司认证零殘忍。在北美，该计划由化妆品消费者信息联盟（ The Coalition for Consumer Information on Cosmetics，簡稱CCIC ）负责监督。生产美容和家用产品的公司，如果不會在任何市场上进行动物测试，可以申請成为“The Leaping Bunny Program”的成员，该项目允许在其产品上展示跳跃的兔子标志。該計劃設定了全球運營和銷售的標準。国际总部公司可以从國際零殘忍获得认证。公司总部位于美国和加拿大，可以从化妆品消费者信息联盟（CCIC）获得认证，2013年超过500家公司认证。然而，一些公司的认证被吊销後，发现他们继续在亚洲進行动物测试。

## 动物试验的过程
有一种策略用于动物试验试验室题为“3 R”減少（Reduction）、優化（Refinement）、替代（Replacement）。減少的方法是建立在道德，以最小数量的动物，以當前和後期測試進行使用最少數量的動物受試者。建议计划使造成动物的痛苦尽可能減少。優化重点在進入測試場之前以動物做家庭，延長试验動物的生命。動物不適導致激素水平的不平衡，從而在測試過程中產生波動的結果。

## 法律要求和状态
由于公众强烈反对化妆品动物试验，大多数化妆品制造商说他们的产品是没有經過动物测试。然而，他们仍然需要交易标准和消费者保护法律在大多数国家给他们的产品是无毒的，对公共卫生并不危险，而且这些成分不是危险的，例如在运输或制造过程中。
在一些国家，无需对动物进行任何进一步的检测即可满足这些要求。在其他国家，可能需要动物试验来满足法律要求。美国和日本经常批评为坚持严格的安全措施，这往往需要动物试验。一些零售商通过對动物测试来区分市场。

### 日本的法律要求
尽管日本法律不要求对非藥物类的化妆品進行动物试验，亦不禁止，由各家公司自行决定。主要是当产品含有新开发的煤焦油色素、紫外线防护成分或防腐剂时，以及增加任何剂量受管制成分的用量时，需要进行动物试验。
日本品牌，如资生堂和漫丹已经终止了大部分而非全部的动物试验。然而，大多数其他日本知名化妆品公司仍然進行动物试验。

### 已禁止的地方

#### 巴西圣保罗
巴西圣保罗，2014年禁止化妆品动物试验。

#### 欧盟
2009年欧盟同意逐步导入禁令，几近完全禁止在整个欧盟境内销售经动物试验的化妆品，继而禁止化妆品相关的动物试验。歐盟法規1223/2009：關於化妆品有害成分及动物试验的限制对动物试验做出了相关规定。在2013年，经过动物试验的进口化妆品成分逐步被赶出欧盟消费市场，但仍然可以卖给欧盟以外的國家。挪威與欧盟同时禁止化妆品动物试验。2018年5月，欧盟议会投票通过一项决议，要求欧盟及其成员国努力促成一项联合国公约，以禁止化妆品的动物试验。

#### 印度
2014年初，印度宣布禁止在动物身上测试化妆品，从而成为亚洲第二个发布禁令的国家。2014年11月，印度禁止进口进行过动物试验的化妆品。

#### 以色列
2013年，以色列禁止进口和销售进行过动物试验的化妆品、盥洗用品或洗涤剂。

#### 新西兰
2015年，新西兰禁止动物试验。

#### 土耳其
土耳其“禁止已被引入市场的任何化妆品进行动物试验。”

#### 英国
化妆品或其成分的动物试验1998年即在英国被禁止。

### 考虑禁止的地方

#### 东南亚国家联盟
东南亚国家联盟（东盟）也可能“大踏步走向结束化妆品动物测试。”

#### 澳大利亚
在澳大利亚，终止残忍化妆品法案（End Cruel Cosmetics Bill 2014）將於2014年3月提交议会，该法案将禁止本来已经极少发生的国内动物试验，并且禁止进口经动物试验的化妆品。2016年法案被通过，禁止销售经动物试验的化妆品，法案将于2017年7月生效。

#### 巴西
2014年3月底，巴西的立法机构将表决一个全国性的化妆品动物试验禁令。

#### 美国
2014年3月，人道化妆品法案被提交至美国国会，该法案将禁止化妆品动物试验，最终将禁止销售经动物试验的化妆品。该法案未被表决。

#### 韩国
韩国也有可能“大踏步走向结束化妆品动物测试。”

#### 中華民國
2015年，中華民國立法院三讀通過了一项法案《化妝品衛生管理條例》部分條文修正案，建议禁止化妆品在动物身上测试。它于2016年通过并于2019年生效。
自2019年11月9日起，禁止中華民國國內化妝品原料或成品進行動物試驗，違者最高可罰15萬元。但中華民國衛生福利部食品藥物管理署於2017年9月14日表示，原則上禁止化妝品動物試驗，但若成分廣泛使用又無可取代，或成分可能影響人體健康，未來經申請通過後才可進行動物試驗。

### 其他状态

#### 中国
2014年6月30日，中国通过了一项法律，取消对化妆品进行动物试验的强制要求。虽然国产非特殊类化妆品不需要动物试验，法律仍然规定对中国制造的“药妆品”（有功能性效果声明的化妆品）进行动物试验以用于在中国的销售，而仅用于出口的化妆品可免除动物试验的要求。

#### 俄罗斯
2013年，俄罗斯卫生部表示“毒理学测试的执行可以通过测试皮肤过敏反应，测试粘液组织/眼睛区域（使用实验室动物），或使用其他常见毒理学方法（体外）。技术法规以此作为动物试验的替代手段”。

## 没有进行动物测试的品牌
| 公司                       | 市场            | 产品               | 每年的收入  |
| -------------------------- | --------------- | ------------------ | ----------- |
| Urban Decay                |                 | 化妆品             | 37亿(2015)  |
| J.A. Cosmetics Corp.       | E.L.F.          | 化妆品             | 500万(2005) |
| LUSH                       | LUSH            | 化妆品、个人护理   | 3.5亿(2014) |
| Colgate-Palmolive          | Tom's of Maine  | 化妆品、个人护理   | 100万(2014) |
| John Paul Mitchell systems | Paul Mitchell   | 护发产品、个人护理 | 6亿(1999)   |
| NYX                        |                 | 化妆品             | 37亿(2014)  |
| Hain Celestial             | Alba Botanica   | 个人护理、化妆品   | 270万(2014) |
| Hain Celestial             | Avalon Organics | 个人护理、家居用品 | 270万(2014) |
| Covergirl                  |                 |                    |             |

## 另見
- 無脊椎動物實驗（英语：Animal testing on invertebrates）
- 非人灵长类动物实验（英语：Animal testing on non-human primates）
- 啮齿动物动物实验（英语：Animal testing on rodents）
- 化妆品